# Yukiko Shinozaki
Yukiko Shinozaki is Japanse danseres en choreografe die vanuit Brussel werkt.

## Opleiding
Yukiko Shinozaki studeerde klassiek ballet in Tokio, en moderne dans aan de Portland State University (Oregon), waar ze ook een B.A. haalde in psychologie. In 1992 verhuisde ze naar New York, waar ze als freelance danseres werkte en haar eigen solowerk toonde. 

## Samenwerking met Meg Stuart / Damaged Goods
In 1997 kwam Yukiko Shinozaki naar België om er te werken voor Damaged Goods (Brussel), het dansgezelschap van de Amerikaanse choreografe Meg Stuart. Ze was er danseres in Splayed Mind Out (Meg Stuart / Damaged Goods en Gary Hill, 1997), appetite (Meg Stuart / Damaged Goods en Ann Hamilton, 1998), sand table (Meg Stuart / Damaged Goods and Magali Desbazeille, 2000) en Highway 101 (Meg Stuart / Damaged Goods, 2000), en assistent-choreografe bij Remote (Meg Stuart / Damaged Goods, 1997).

## Eigen artistiek werk
Sinds 2000 concentreert Yukiko Shinozaki zich op haar eigen producties. Ze doet dat vaak in samenwerking met Heine Avdal, een ander gewezen lid van Damaged Goods. Ze beschouwt artistieke samenwerkingen, met zowel Heine Avdal als anderen, als een belangrijke factor in haar werk. De confrontatie en ontmoeting met verschillende performers en situaties levert elementen op die ze integreert in haar werk, dat zich richt op de innerlijke complexiteit en tegenstrijdigheid van het lichaam. Een belangrijk onderdeel van haar bewegingstaal is het transformatieproces. Vertrouwde handelingen monden door subtiele verschuivingen en manipulaties geleidelijk aan uit in een ongewone wereld. De vaakst opgevoerde producties zijn nothing's for something (Heine Avdal en Yukiko Shinozaki, 2012), Field Works-office (Heine Avdal en Yukiko Shinozaki, 2010), Field Works-hotel (Heine Avdal en Yukiko Shinozaki, 2009), you are here (Heine Avdal en Yukiko Shinozaki, 2008) en Inner Horizon (co-creatie met Christelle Fillod, 2005). Yukiko Shinozaki assisteerde Heine Avdal ook bij diens producties terminal (2001), Box with holes (2004), IN_LINE (2005) en Some notes are (2006).

## fieldworks
Oorspronkelijk gebeurde de creatie van Yukiko Shinozaki's eigen artistiek werk onder de vleugels van deepblue, een productiestructuur die zij deelde met Heine Avdal en geluidskunstenaar Christoph De Boeck. Sinds 2012 gebeurt het vanuit fieldworks (Brussel), een organisatie die zich specifiek richt op de creatie, productie, distributie en promotie van het werk van Heine Avdal en Yukiko Shinozaki. Hun uitgebreide reeks producties toerde reeds in een uitgebreide reeks landen in Europa en Azië, maar ook in de Verenigde Staten, Cuba en Libanon.

## Producties
Met fieldworks:
- Cast off Skin (Yukiko Shinozaki en Heine Avdal, 2000)
- Closer (Yukiko Shinozaki en Heine Avdal, 2003)
- Breaking through the roof of its house (Yukiko Shinozaki en Christelle Fillod, 2005)
- Inner horizon (co-creatie met Christelle Fillod, 2005)
- hibi (2007, Yukiko Shinozaki en Un Yamada)
- you are here (Yukiko Shinozaki en Heine Avdal, 2008)
- Field Works-hotel (Yukiko Shinozaki en Heine Avdal, 2009)
- Field Works-office (Yukiko Shinozaki en Heine Avdal, 2010)
- installation you are here (Yukiko Shinozaki en Heine Avdal, 2010)
- Borrowed Landscape (Yukiko Shinozaki en Heine Avdal, 2011)
- nothing's for something (Yukiko Shinozaki en Heine Avdal, 2012)
- The seventh floor of the world (Yukiko Shinozaki, Heine Avdal en Sachiyo Takahashi, 2013)
- distant voices (Yukiko Shinozaki en Heine Avdal, 2014)
- as if nothing has been spinning around for something to remember (Yukiko Shinozaki en Heine Avdal, 2014)
- carry on (Yukiko Shinozaki en Heine Avdal, 2015)
- THE OTHEROOM (Yukiko Shinozaki, Heine Avdal en Rolf Wallin, 2016)
- unannounced (Yukiko Shinozaki en Heine Avdal, 2017)

Met Meg Stuart / Damaged Goods:
- Splayed Mind Out (Meg Stuart / Damaged Goods, 1997)
- Remote (Meg Stuart / Damaged Goods, 1997)
- appetite (Meg Stuart / Damaged Goods, 1998)
- sand table (Meg Stuart / Damaged Goods, 2000)
- Highway 101 (Meg Stuart / Damaged Goods, 2000)